# Nombre de Dunbar
Pour les articles homonymes, voir Dunbar (homonymie).

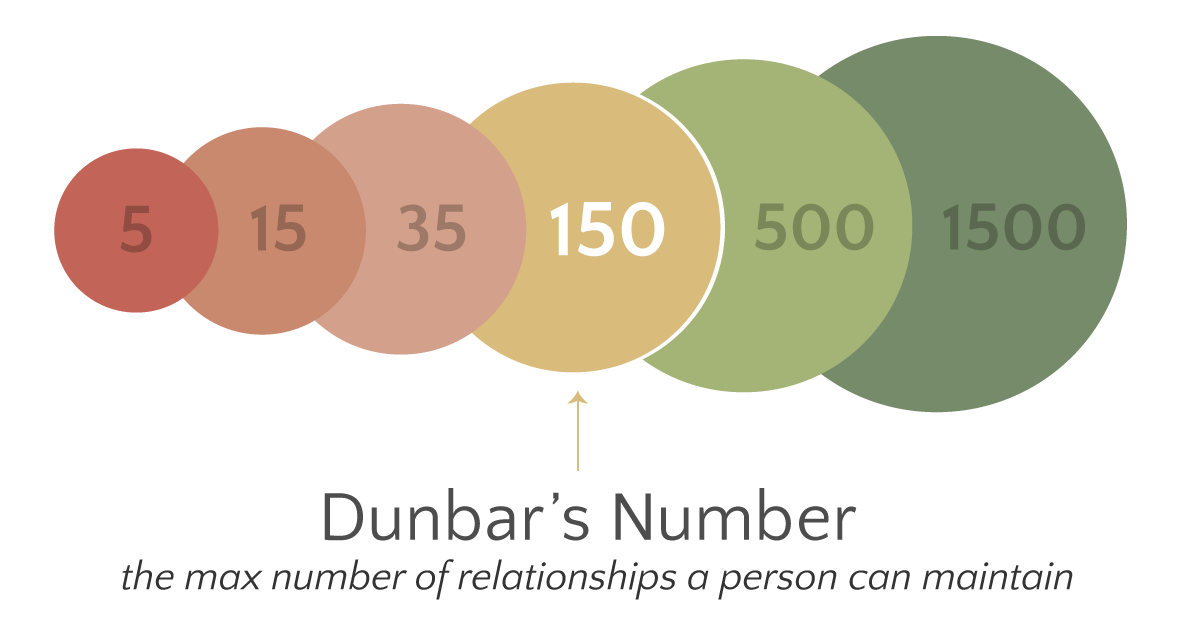
Schéma représentant différentes quantités de relations sociales stables, avec le Nombre de Dunbar, 150, au centre.

Le nombre de Dunbar est le nombre maximum d'individus avec lesquels une personne peut entretenir simultanément une relation humaine stable. Cette limite est inhérente à la taille de notre cerveau impliquée dans les fonctions cognitives dites supérieures, le néocortex.
Ce nombre est estimé par l'anthropologue britannique Robin Dunbar à une valeur admise en pratique de 150 personnes,,, mais se situe dans une fourchette de 100 et 230 personnes.

## Contexte
Il provient d'une étude publiée en 1992 par le chercheur Robin Dunbar. Dans cette étude, il analyse la taille du néocortex de différents primates et la compare au nombre d'individus de leurs groupes respectifs.
Il a ainsi extrapolé ses résultats afin de déterminer un nombre maximum pour la taille d'un groupe d'humains. Ce nombre ne devrait théoriquement pas dépasser 150 individus.
Au-delà, la confiance mutuelle et la communication ne suffisent plus à assurer le fonctionnement du groupe. Il faut passer alors à une hiérarchie supérieure avec une structure et des règles importantes (on le voit par exemple à l'échelle d'un pays et de son gouvernement).
Dunbar indique que le langage que nous avons collectivement développé joue par ailleurs un rôle important dans notre capacité à entretenir des relations sociales avec environ 150 personnes. En effet, la faculté de parler à plusieurs individus simultanément permet d'établir des rapports efficaces et durables entre tous les membres du groupe. En l'absence d'un tel outil de communication collective, chacun devrait consacrer la moitié du temps à maintenir individuellement ses liens sociaux avec le reste du groupe.

## Séquence
Il y a d’abord la famille étroite autour de cinq individus, puis la famille élargie qui peut aller jusqu’à une quarantaine de personnes. Ensuite on franchit un seuil supplémentaire avec le nombre de Dunbar, pour un groupe de cent cinquante personnes avec lequel il est possible d’avoir des relations stables : c’est le clan.
Le seuil suivant se situe autour de 800 individus correspond à la tribu et ainsi de suite. 

## Autres études
Différentes études ont retrouvé des résultats proches du nombre de Dunbar dans le comportement des utilisateurs de réseaux sociaux sur Internet, en particulier sur Twitter ou Facebook.
D'autres ont remis en question la pertinence d'une limite précise à ce nombre. L'intervalle de confiance à 95% serait trop étendu pour avancer un nombre précis. 
Aussi, tout individu  a une dynamique selon la structuration de son groupe, selon son degré d'organisation, sa durée d'exposition aux relations sociales, selon le nombre d'individus concernés, la conscience des buts communs, etc.